# Сејшелска рупија
Сејшелска рупија (сејшелски креолски: roupi) је званична валута на Сејшелима. Скраћеница тј. симбол за рупију је SR или SRe а међународни код SCR. Рупију издаје Централна банка Сејшела. У 2008. години инфлација је износила 7,5%. Једна рупија састоји се од 100 центи.
Уведена је у облику новчаница 1914. а пре тога су у употреби биле маурицијска рупија од 1877. и британска фунта од 1810. Од 1939. прављене су и кованице. До 2008. године била је везана вредностима евра (59%), британске фунте (31%) и америчког долара (10%). Првог дана слободног курса рупија је изгубила 43% вредности.
Постоје новчанице у износима 10, 25, 50, 100 и 500 рупија и кованице од 1, 5, 10 и 25 центи и од 1 и 5 рупија.